# Ittigen
Ittigen (berndeutsch Ittige [ˈɪtːɪɡɘ]) ist eine politische Gemeinde im Verwaltungskreis Bern-Mittelland des Kantons Bern in der Schweiz.

## Geographie
Die Gemeinde Ittigen liegt nordöstlich direkt neben der Stadt Bern im unteren Worblental. Die anderen Nachbargemeinden sind Münchenbuchsee, Moosseedorf, Bolligen, Ostermundigen und Zollikofen. Durch die Gemeinde hindurch fliesst die Worble, welche im Ortsteil Worblaufen in die Aare mündet. Die Autobahn A1 durchquert die Gemeinde im Norden und Westen, die Autobahnraststätte Grauholz liegt im Gemeindegebiet.
Höchster Punkt der Gemeinde ist der Mannenberg mit 688 m ü. M. Tiefster Punkt ist die Aare in Worblaufen mit 493 m ü. M.

## Geschichte
Die erste Erwähnung des Ortsteils Worblaufen datiert aus dem Jahr 1180, der Name Ittigen wurde 1380 erstmals urkundlich erwähnt. Im Mittelalter waren besonders die Papiermühlen und die Pulverstampfe bis über die Landesgrenzen hinaus bekannt, was sich bis heute im Gemeindewappen widerspiegelt.
Ittigen ist erst seit der Abspaltung von Bolligen im Jahre 1983 eine selbstständige Gemeinde, vorher war sie zusammen mit Ostermundigen und Bolligen lediglich eine sogenannte Viertelsgemeinde der Gemeinde Bolligen.
Der Name der Gemeinde geht möglicherweise auf die Sippe des Ito zurück.

## Einwohnerentwicklung
| Jahr      | 1950  | 1960  | 1970  | 1980  | 1990   | 2000   | 2010   | 2015   | 2020   | 2022   | 2023   | 2024   |
| --------- | ----- | ----- | ----- | ----- | ------ | ------ | ------ | ------ | ------ | ------ | ------ | ------ |
| Einwohner | 2'543 | 3'602 | 6'530 | 9'463 | 11'411 | 10'891 | 10'946 | 11'390 | 11'435 | 11'595 | 11'656 | 11'556 |

## Politik
Gemeindepräsident ist seit 2025 Thomas Stauffer (BVI – Bürgervereinigung Ittigen). Vorgänger waren Marco Rupp (2015–2024), Beat Giauque (1996–2015), Walter Frey (1987–1996), Hans Mast (1978–1987), Hans Mumenthaler (1968–1977), Ernst Schneeberger (1956–1967) und Alexander Wolf (1944–1955).
Der Gemeinderat setzt sich in der Legislatur 2025–2028 aus drei Mitgliedern der BVI und je einem Mitglied der Parteien SP, Die Mitte, Grüne und EVP zusammen. Die Wähleranteile bei den Gemeindewahlen vom 3. November 2024 betrugen: BVI 38,9 %, SP 15,7 %, Die Mitte 12,7 %, Grüne 11,7 %, SVP 11,4 %, EVP 9,7 %.
Im Gemeinderat (Legislaturperiode 2020–2024) waren BVI (4), SP (1), Grüne (1) und SVP (1) vertreten.
Bei den Nationalratswahlen 2023 betrugen die Wähleranteile: SVP 22,9 %, SP 20,7 %, FDP 11,2 %, Grüne 10,0 %, glp 13,6 %, Die Mitte 11,2 %, EVP 4,8 %, EDU 2,1 %, übrige 3,4 %.
Bei den Nationalratswahlen 2019 betrugen die Wähleranteile: SVP 22,2 %, SP 16,1 %, FDP 14,6 %, Grüne 12,9 %, glp 11,3 %, BDP 9,4 %, EVP 5,0 %, CVP 3,2 %, EDU (inkl. DM) 1,6 %.

## Partnergemeinden
Zwischen Ittigen und Dobrusch (Belarus) bestand von 1990 bis 2020 eine Gemeindepartnerschaft mit Fokus auf humanitäre Hilfe für die durch den Reaktorunfall in Tschernobyl stark betroffene Region.

## Wirtschaft und Unternehmen
In Ittigen befinden sich verschiedene Bundesämter des UVEK, nämlich das ARE, das ASTRA, das BAFU, das BAV, das BAZL und das BFE. Im Ortsteil Worblaufen liegen die Hauptsitze der Swisscom und des Regionalverkehrs Bern–Solothurn (RBS).
In Worblaufen wurde 1619 eine Pulvermühle beidseits der Worble betrieben. Das in Eidgenössische Kriegspulverfabrik Worblaufen umbenannte Werk produzierte als einziges Rohzelluloid in der Schweiz. 1919 wurde der Betrieb vom Bund nach Wimmis verlegt und das Werk zur Zelluloidherstellung 1923 der neu gegründeten Firma Worbla verkauft. Die Worbla AG wurde 1973 zur Gurit-Worbla AG und Teil der Gurit-Heberlein-Gruppe. Ab 2000 wurde das Werk auf die Veredelung transparenter Kunststoffoberflächen für den optischen Bereich umstrukturiert.
In Worblaufen stand eine der ersten Papiermühlen auf dem Gebiet der Alten Eidgenossenschaft. 1664/1665 gelangte die Papiermühle in Worblaufen in den Besitz der Berner Obrigkeit, welche wiederum private Unternehmer belehnte. Das staatliche Monopol fiel 1833. 1859–1861 wurde der Betrieb aufgrund des grossen Konkurrenzdrucks auf die industrielle Fabrikationsweise umgestellt. Dies konnte jedoch den Konkurs der Papiermühle 1888 nicht verhindern.
Seit dem ausgehenden 15. Jahrhundert wurde die Wasserkraft des ehemaligen Worblenkanals auch für die Herstellung von Schmiedeeisen und daraus gefertigten Gebrauchsgütern genutzt. Die Hammerwerke und mechanische Werkstätte R. Müller AG knüpfte seit der Mitte des 19. Jahrhunderts an diese Tradition an. Unter Rudolf Müller (1828–1900), der den Betrieb 1844 erbte und 1850 übernahm, sowie unter seinen Söhnen und Enkeln wurden die Werke laufend modernisiert und 1944 in eine Aktiengesellschaft umgewandelt. Die R. Müller AG produzierte vielfältige Werkzeuge und Schmiedestücke, die u. a. für den Bau von Postkutschen, Eisenbahn und Automobilen genutzt wurden. Im letzten Jahrzehnt vor ihrer Schliessung 2014 hatte sich die R. Müller AG auf die Produktion von Schmiedestücken und nahtlos gewalzten Ringen spezialisiert.

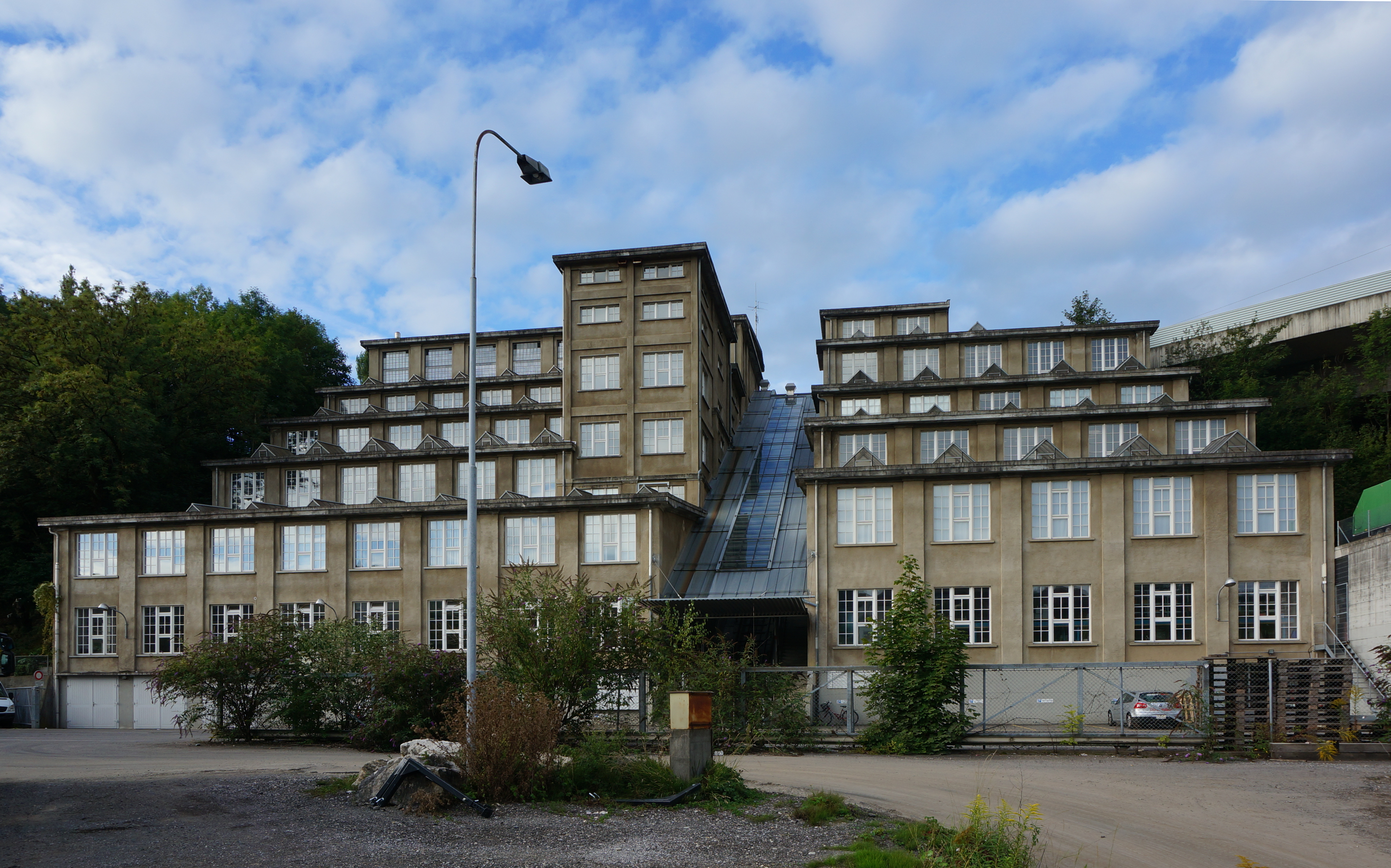
Worbla AG – Stufenbau von 1925

Die neuen Züge des Regionalverkehrs Bern–Solothurn RBS erhielten 2018 in einer öffentlichen Abstimmung den Namen «Worbla» in Anlehnung an Worblaufen, Worble und die ehemalige Worbla AG.

## Wasserversorgung
Ittigen ist dem Wasserverbund Region Bern angeschlossen. Bis 1977 war die Stadt Bern für die Wasserversorgung in Ittigen zuständig, was vor allem darauf zurückzuführen war, dass das Berner Wasserreservoir Mannenberg auf Ittiger Gemeindegebiet liegt und zahlreiche Hauptleitungen der städtischen Wasserversorgung durch Ittiger Boden führen.

## Sehenswürdigkeiten
- In Ittigen sind mehrere ehemalige Landsitze von Berner Patriziern erhalten, darunter das Neuhausgut mit dem Hochstudhaus, das Thalgut und das Altikofengut mit dem Archiv der Gosteli-Stiftung zur Geschichte der schweizerischen Frauenbewegung.
- Im Ortsteil «Worblaufen» befinden sich im Hauptsitz der Swisscom zahlreiche zeitgenössische Kunstwerke.[20]

## Persönlichkeiten
- Marthe Gosteli (1917–2017), Frauenrechtlerin und Archivarin in Worblaufen
- Roland Luder (* 1964), Journalist und Fernsehmoderator
- Rudolf Müller (1828–1900), Direktor der Hammerwerke Worblaufen
- Rudolf Müller (1899–1986), Bildhauer, Keramiker, Unternehmer, Redaktor und Autor
- Thomas Röthlisberger (* 1954), Zahnarzt und Schriftsteller
- Hans Zulliger (1893–1965), Kinderpsychoanalytiker, Autor und Primarschullehrer in Ittigen von 1912 bis 1959